# Blanca de Igual y Martínez Dabán
Blanca de Igual y Martínez Dabán (Madrid, 8 de noviembre de 1880-Málaga, 24 de enero de 1950), conocida como vizcondesa de Llanteno, fue una política española, una de las primeras mujeres concejalas del Ayuntamiento de Madrid en la corporación de 1924. 

## Biografía
Era hija de María Martínez Dabán y Mora, de Granada, y Pedro C. de Igual y Fol, santanderino. Recibió la educación de primera y segunda enseñanza en las religiosas de Loreto, conocidas como Ursulinas, y complementaria en materias como Historia, Matemáticas y Bellas Artes. Se casó con Eduardo Murga y Goicoechea, poseedor del título del Vizcondado de Llanteno, con quien tuvo cinco hijos y del que enviudó en 1923. En 1929 contrajo matrimonio con José Luis Albarrán Botana, natural de Villagarcía de Arosa, abogado que dirigió la principal compañía naviera de la época, Trasatlántica Española. Enviudó nuevamente, al ser detenido Albarrán en diciembre de 1936, encarcelado en la prisión de la calle del General Porlier de Madrid, y fusilado junto a su hijastro Eduardo en una de las famosas "sacas" de Paracuellos del Jarama (Madrid) sin que jamás fueran recuperados sus restos.

## Obra
Durante la dictadura de Primo de Rivera, el gobernador civil de Madrid la nombró concejala del Ayuntamiento el 23 de octubre de 1924, conjuntamente con María de Echarri Martínez y Elisa Calonge Pagé, siendo alcalde Fernando Suárez de Tangil y Angulo. El hecho de nombrar por primera vez a mujeres en tareas de la municipalidad fue señalado por la prensa ilustrada, que las fotografió en su toma de posesión como Señoras concejalas y otras figuras de actualidad, y por el propio Ayuntamiento, que publicó una semblanza de las tres primeras concejalas con una biografía y descripción de sus capacidades. En este texto, uno de sus compañeros dice de ella:
"La vizcondesa de Llanteno ha dado en el ejercicio de su cargo una nota de evidente originalidad: mientras los demás hablamos en las sesiones del Pleno, ella hace crochet."
Las tres nuevas concejalas eran cercanas a la Acción Católica de la Mujer, cada una desde su particular biografía (Echarri desde el periodismo, Calonge desde las Teresianas del Padre Poveda). Blanca de Igual consideraba que “la mujer tiene su lugar en el hogar y desde allí puede influir para bien en la dirección del país, sin abandonar sus funciones de jefe de familia”, lo que supuso controversia con Benita Asas Manterola, que publicó un artículo bajo el título La vizcondesa de Llanteno cree que el voto no es necesario a las mujeres; nosotras creemos lo contrario.
A Igual se le encomendaron, entre otras, las tareas municipales de presidencia de la Casa de Socorro de Chamberí. Entre los proyectos que llevó adelante la Corporación municipal a la que perteneció, estuvieron la inauguración de la Línea 2 del Metro de Madrid, que comunica las estaciones de Sol con Ventas y la apertura del cementerio de Nuestra Señora de la Almudena.

## Reconocimientos
El Ayuntamiento de Madrid colocó en 1999 una placa conmemorativa en su recuerdo en la calle Ramón de la Cruz, en el palacete que fue su vivienda. 